# Björlingkvartetten
Björlingkvartetten var en svensk ensemble för kvartettsång, bildad i Stockholm 1934, formellt upplöst 1955. Den hade följande medlemmar:
- Olle Björling, förste tenor
- Gösta Björling, andre tenor 1934–1935
- Anders Strandberg, andre tenor från 1935
- Claes Göran Stenhammar, förste bas
- Johannes Norrby, andre bas och ledare

Kvartetten blev känd genom framträdanden i svensk radio fram till 1945 men gav också offentliga konserter, den första 1936.

## Andra ensembler med liknande namn
- Björlingska kvartetten, även kallad Björlingkvartetten, bildad 1916 av David Björling tillsammans med de minderåriga sönerna Olle, Jussi och Gösta Björling. Den turnerade på svenska landsorten samt 1919–1921 i USA.
- Nya Björlingkvartetten bildades 1971 och bestod av
  - Laila Andersson, från 1973 Kjerstin Dellert, sopran
  - Gunnel Eklund, alt
  - Rolf Björling, tenor
  - Rolf Jupither, bas